# California Club (kasyno)
California Club – kasyno działające przy Fremont Street w centrum miasta Las Vegas, w stanie Nevada, w latach 1958-1973. Jego założycielem był Phil Long, który wraz z George'em Milfordem zarządzał obiektem. California Club skierowany był przede wszystkim do lokalnych graczy, co było jedną z przyczyn, dlaczego w jego skład nie wchodziły żadne pokoje hotelowe.
W 1973 roku nowym właścicielem California Club został inwestor Steve Wynn. Krótko po tym, kasyno zakończyło działalność, a następnie przekształcone zostało w Golden Nugget.